# 辺見プロモーション
株式会社辺見プロモーション（へんみプロモーション）は、かつて日本に存在した芸能事務所である。
1982年に辺見マリの個人事務所として設立。2007年にエメダーナに社名を変更したが、2014年に現社名に戻す。
2019年2月にセンシティブ・プロデュースに経営を委託し、法人としては解散となった。

## かつて所属していたタレント

### センシティブ・プロデュースに移行したタレント
- 辺見マリ
- 南原竜樹
- 大島祐也

### その他タレント
- 辺見えみり
- 高橋洋子
- 森脇和成
- 藤社優美
- YUKKO
- ボビー・ジュード
- ごあきうえ
- 橋本柚稀
- 安次富万那美
- 中牟田あかり
- mille baisers
- 山崎汐南
- 森本聡子
- 斎藤寛子
- 及川千彰
- 大室由香利
- 種村幸
- 藤原未砂希
- 細田奈那
- 小坂竜士
- 河村舞
- 妃ひな
- 山際和希
- 土橋栞
- 葭本未織
- 植田麻友美
- 小園司
- 中野涼子
- 山田真以
- RYCOME
- 渡辺典子（業務提携）

## 事業部
株式会社辺見プロモーション
- 芸能事業部
- 企画事業部

株式会社イーリング
- 音楽出版部
- GAZRECレコード事業部

## 関連企業
- キャストコーポレーション